# Bengt Isling
Bengt Torbjörn Isling, född 18 november 1954, är en svensk landskapsarkitekt. Han är huvudsakligen verksam inom Stockholms kommun och trefaldig vinnare av Sienapriset.
Bengt Isling började studera till landskapsarkitekt vid Sveriges Lantbruksuniversitet i början av 1970-talet. Utbildningen hade då bara funnits i ett år, men efter rådfrågan från en bekant till familjen bestämde han sig för att landskapsarkitektur verkade intressant.
Isling hade mellan 1979 och 1987 anställning på Landskapslaget AB och är sedan dess medarbetare och förste landskapsarkitekt på Nyréns arkitektkontor. Bland hans arbeten märks gestaltningen av Starrbäcksängens park (1992), Norra Bantorget (2009) och Hornsbergs strandpark (2012). För samtliga blev han belönad med  Sveriges Arkitekters Sienapris och var därmed den första landskapsarkitekten att tilldelas priset tre gånger. 2019 mottog han Prins Eugen-medaljen för framstående konstnärlig gärning.
I en intervju för youtubekanalen Ekholm Landskap 2024 berättar Isling om sin väg in i yrket, sitt förhållande till landskapsarkitektur och om gestaltningen av Hornsbergs strandpark på Kungsholmen i Stockholm. 
I november 2004 var han svensk delegat vid den Europeiska Landskapsarkitektorganisationens (EFLA) generalförsamling i Bryssel och deltog även i en workshop om landskapsarkitektur i Bryssel. Han ingår sedan dess i en europeisk arbetsgrupp inom EFLA som har i uppdrag att utreda landskapsarkitekternas förmåga att ta betalt för sina uppdrag.

## Verk i urval

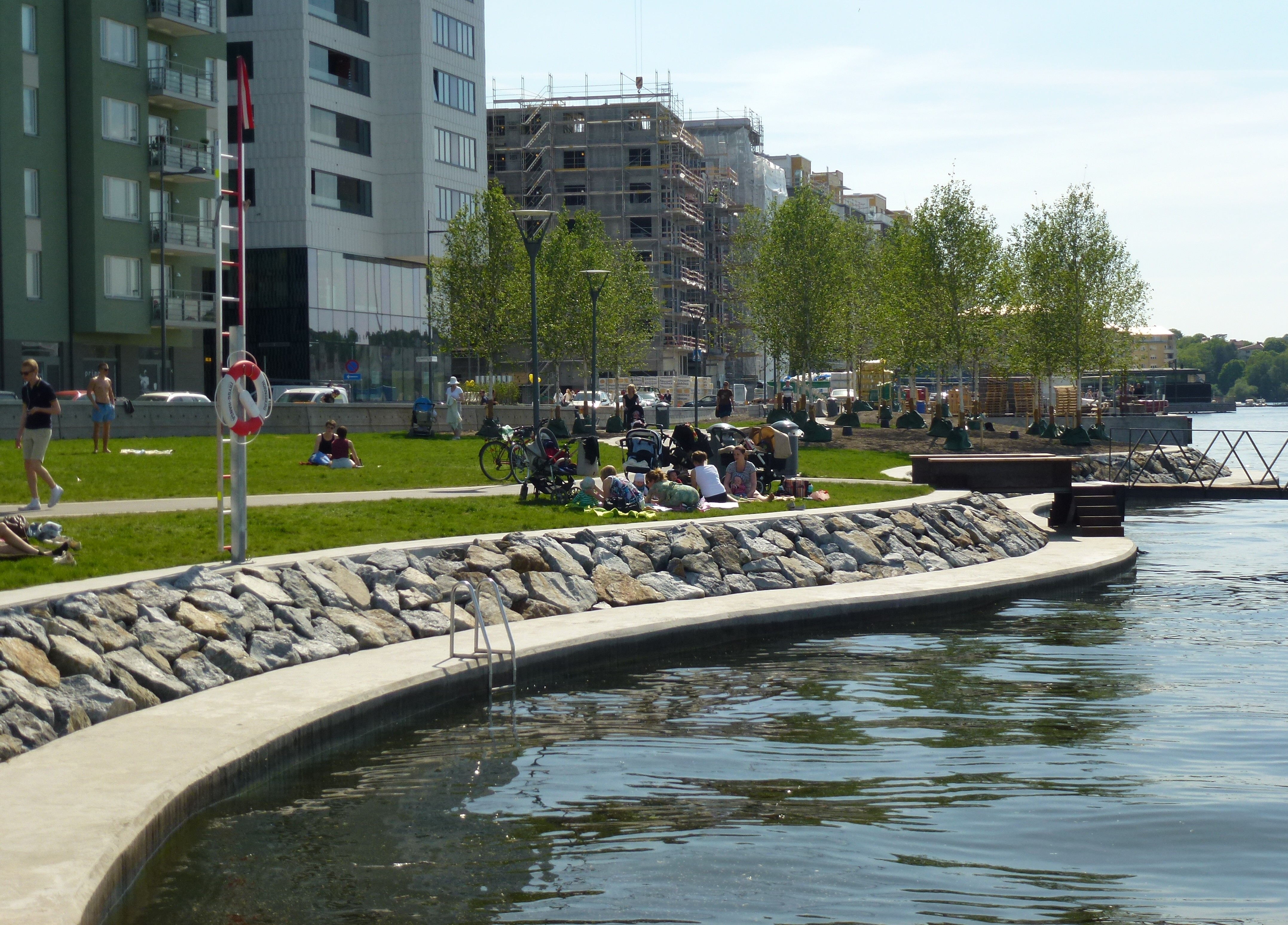
Hornsbergs strandpark (Sienapris 2012)
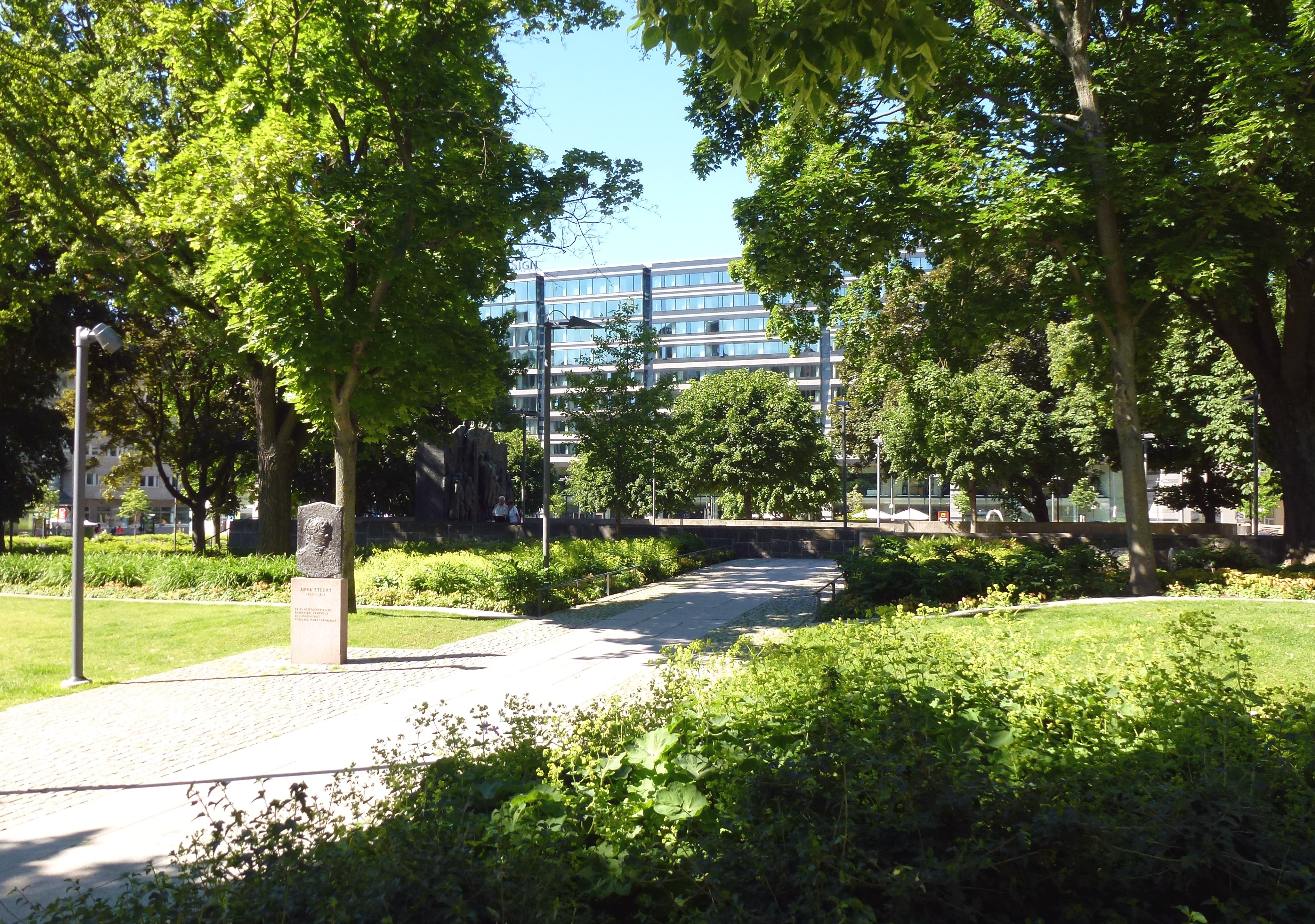
Norra Bantorget (Sienapris 2009)
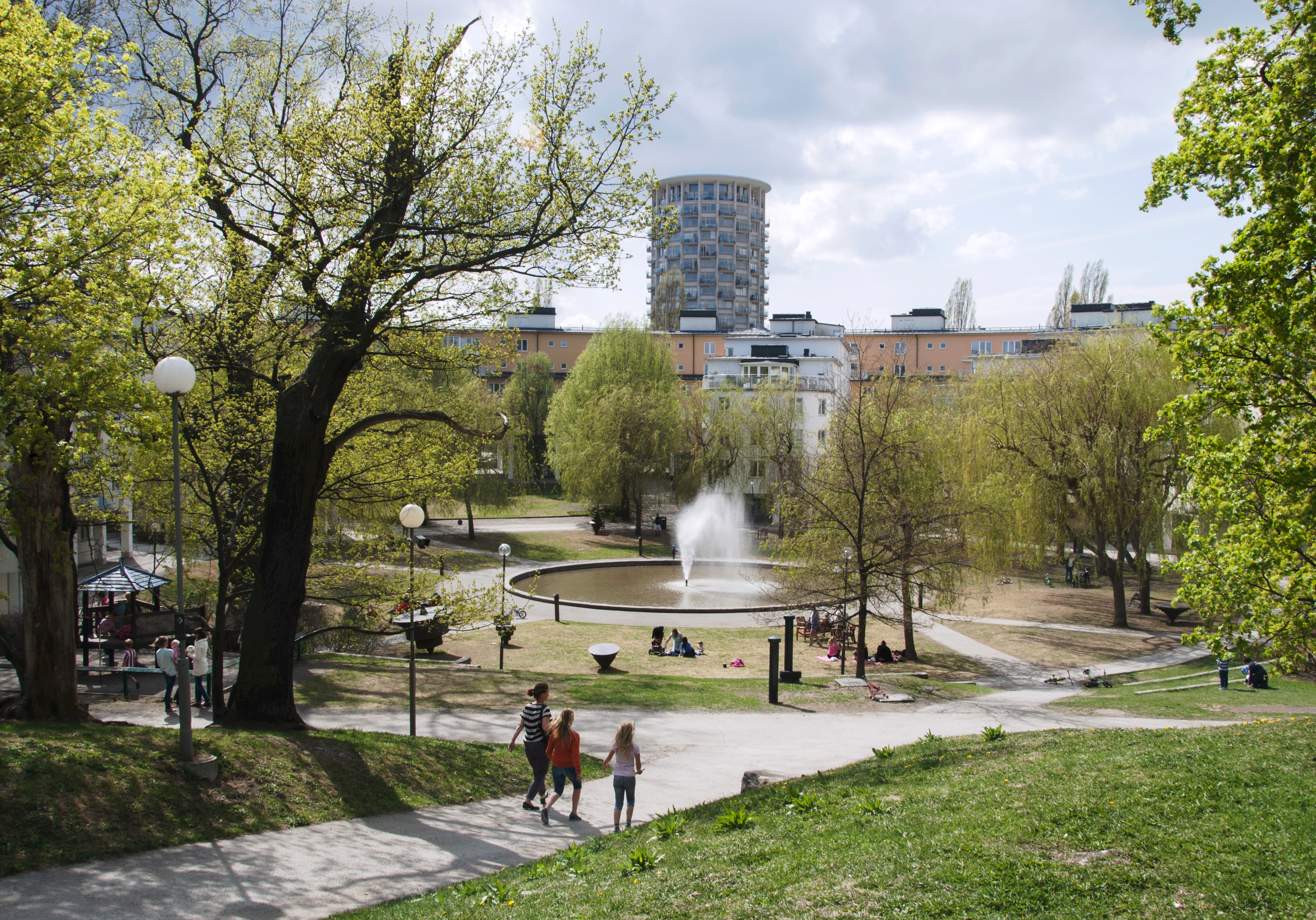
Starrbäcksängen (Sienapris 1992)
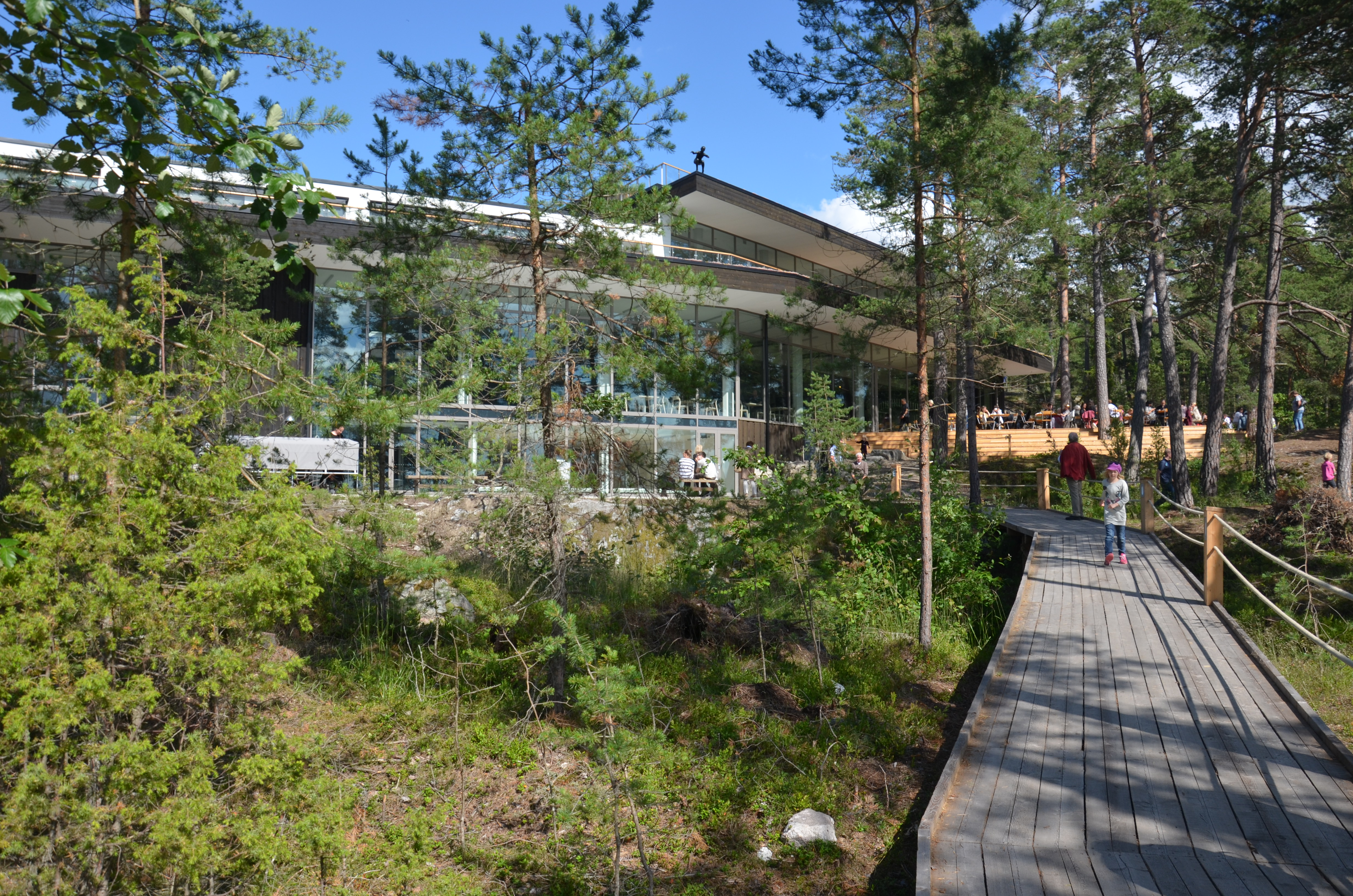
Artipelag